# موشي برودكشن
موشي برودكشن (بالإنجليزية: Mushi Production)‏ هو ستوديو أنمي ياباني. يقع مقره في نيريما، طوكيو، اليابان.

## أعمال الاستوديو

### مسلسلات أنمي تلفزيونية
- الليث الأبيض
- الأميرة ياقوت
- مونستر
- كاتيكيو هيتمان ريبورن!
- سايونارا زِتسبو سينسيه
- باكيمونوغاتاري

### أفلام أنمي
- رينينغ بيل (1978)
- تسوشيما مورو: سايونارا أوكيناوا (1982)
- بابا ماما باي باي (1984)
- ثعلب جزيرة تشيرونوبو (1987)
- مطر من نار (1988)
- الاعصار (1989)
- كيمو نو جويجيكا (1990)
- الأمل (1991)
- قطار الفيل (1992)
- الطوفان (1992)
- النجاجية الوحيدة من قنبلة هيروشيما (1993)
- مسرح الحياة (1993)
- شياطين السومو في الحلبة (1994)
- الأسير الهارب (1994)
- كمان النجوم (1994)
- جونكر كم هوم (1995)
- قصة تشوتشان (1996)
- كيكانشا سينسي (1997)
- توكي النظر إلى مستقبل هذا الكوكب (2003)
- ناغاساكي 1945 (2005)
- باتينراي!! مينامي نو شيما نو ميزو مونوغاتاري (2008)